# Championnat du Maroc féminin de football
Cet article traite uniquement de la compétition féminine. Pour la compétition masculine, voir Championnat du Maroc de football.
Le championnat marocain de football féminin, appelé communément Botola féminine regroupe les meilleurs clubs marocains. 
L'AS FAR est le club le plus titré du championnat (12 titres). Il en est également le tenant du titre. Chabab Atlas Khénifra est quant à elle l'équipe qui a terminé le plus de fois vice-championne du Maroc (7 fois).

## Organisation
La première édition fut lancée en 2002 et le Mokhtar Soussi de Casablanca en est le premier vainqueur. La compétition était organisée sous forme d'inter-ligues. Chaque ligue (région) avait son propre championnat et les vainqueurs de chacune de ces ligues s'affrontaient lors de la phase finale. C'est seulement à partir de la saison 2007-08 que le championnat fut organisé pour la première fois sous forme de deux poules, nord et sud.
La première division (D1) change de format à partir de la saison 2019-2020 pour s'organiser sous une poule unique tandis que la deuxième division (D2) continue à se dérouler avec la formule de deux poules (nord et sud). 
Les clubs évoluant dans les championnats D1 et D2 ont le statut professionnel depuis la saison 2020-2021,.

## Palmarès et statistiques

### Palmarès
Le tableau ci-dessous dresse le palmarès des champions et vice-champions de chaque saison.
| Édition | Saison    | Champion              | Vice-champion         |
| ------- | --------- | --------------------- | --------------------- |
| 1re     | 2001-2002 | MS Casablanca (1)     | Chabab Atlas Khénifra |
| 2e      | 2002-2003 | Najah Souss (1)       | Chabab Atlas Khénifra |
| 3e      | 2004-2005 | FC Berrechid (1)      | Chabab Atlas Khénifra |
| 4e      | 2005-2006 | FC Berrechid (2)      | Raja Aïn Harrouda     |
| 5e      | 2006-2007 | Wydad AC (1)          | FC Berrechid          |
| 6e      | 2007-2008 | FC Berrechid (3)      | Chabab Atlas Khénifra |
| 7e      | 2008-2009 | Raja Aïn Harrouda (1) | Raja CA               |
| 8e      | 2009-2010 | Club de Laâyoune (1)  | FC Berrechid          |
| 9e      | 2010-2011 | Club de Laâyoune (2)  | Chabab Atlas Khénifra |
| 10e     | 2011-2012 | Club de Laâyoune (3)  | Chabab Atlas Khénifra |
| 11e     | 2012-2013 | AS FAR (1)            | Wydad AC              |
| 12e     | 2013-2014 | AS FAR (2)            | Chabab Atlas Khénifra |
| 13e     | 2014-2015 | Club de Laâyoune (4)  | AS FAR                |
| 14e     | 2015-2016 | AS FAR (3)            | Club de Laâyoune      |
| 15e     | 2016-2017 | AS FAR (4)            | Club de Laâyoune      |
| 16e     | 2017-2018 | AS FAR (5)            | Club de Laâyoune      |
| 17e     | 2018-2019 | AS FAR (6)            | Wydad AC              |
| 18e     | 2019-2020 | AS FAR (7)            | Club de Laâyoune      |
| 19e     | 2020-2021 | AS FAR (8)            | Raja Aït Iazza        |
| 20e     | 2021-2022 | AS FAR (9)            | Club de Laâyoune      |
| 21e     | 2022-2023 | AS FAR (10)           | SC Casablanca         |
| 22e     | 2023-2024 | AS FAR (11)           | SC Casablanca         |
| 23e     | 2024-2025 | AS FAR (12)           | RS Berkane            |

### Palmarès par club
| Club                  | Titres | Vice-champion |
| --------------------- | ------ | ------------- |
| AS FAR                | 12     | 1             |
| Club de Laâyoune      | 4      | 5             |
| FC Berrechid          | 3      | 2             |
| Wydad AC              | 1      | 2             |
| Raja Aïn Harrouda     | 1      | 1             |
| Najah Souss           | 1      | 0             |
| MS Casablanca         | 1      | 0             |
| Chabab Atlas Khénifra | 0      | 7             |
| SC Casablanca         | 0      | 2             |
| Raja CA               | 0      | 1             |
| Raja Aït Iazza        | 0      | 1             |
| RS Berkane            | 0      | 1             |

## Transferts vers l'étranger
Des joueuses ayant évolué au sein du championnat marocain se sont exportées pour jouer dans des championnats à l'étranger :
| Date           | Joueuse            | De                  | Vers                |
| -------------- | ------------------ | ------------------- | ------------------- |
| Décembre 2008  | Lamia Boumehdi     | FC Berrechid        | Sadaka SC           |
| Janvier 2011   | Ghizlane Chebbak   | CM Laâyoune         | Misr El Maqasa      |
| Janvier 2018   | Meryem Hajri       | Wydad AC            | Sporting Huelva     |
| Février 2018   | Imane Abdelahad    | Wydad AC            | Beşiktaş JK         |
| Février 2018   | Chirine Knaidil    | Wydad AC            | Beşiktaş JK         |
| Juillet 2018   | Zoubida El Bastali | AS FAR              | SSD Napoli          |
| Février 2018   | Assia Zouhair      | AM Laâyoune         | Konak Belediyespor  |
| Juillet 2020   | Hanane Aït El Haj  | AS FAR              | Zaragoza CFF        |
| Août 2021      | Nour Imane Addi    | AS FAR              | South Alabama       |
| Octobre 2022   | Nassima Jawad      | Nassim Sidi Moumen  | Eastern Flames FC   |
| Octobre 2022   | Hassania Alaidi    | AM Laâyoune         | Eastern Flames FC   |
| Décembre 2022  | Ibtissam Jraidi    | AS FAR              | Al-Ahli FC          |
| Septembre 2023 | Enekia Lunyamila   | AUSF Assa-Zag       | Eastern Flames FC   |
| Octobre 2023   | Rania Salmi        | Sporting Casablanca | Al-Ahli FC          |
| Février 2024   | Ghizlane Chebbak   | AS FAR              | Levante Las Planas  |
| Juillet 2024   | Fatima Tagnaout    | AS FAR              | Séville FC          |
| Septembre 2024 | Agueicha Diarra    | Sporting Casablanca | Paris Saint-Germain |